# Батырь, Геннадий Сергеевич
Геннадий Сергеевич Батырь (15 августа 1939, Иркутск — 31 мая 2018, Москва) — учёный и руководитель создания и испытаний систем противоздушной и ракетно-космической обороны. Лауреат Государственной премии Российской Федерации (1997), заслуженный деятель науки и техники Российской Федерации (1996), доктор технических наук (1994), генерал-майор (1989).

## Биография
Родился 15 августа 1939 года в Иркутске.
Учился во 2-м Московском артиллерийском училище (1953—1955), в Тульском суворовском военном училище (1955—1956), в Ростовском высшем инженерном артиллерийском училище, в Минском высшем инженерном зенитно-ракетном училище, которое окончил в 1961 г. по специальности инженер-радиомеханик.
С 1961 по 1974 г. проходил службу в 10 ГНИИП МО (в/ч 03080) (полигон Сары-Шаган в Казахстане): инженер-испытатель, младший научный сотрудник, старший научный сотрудник НИЧ (в/ч 03131). Занимался разработкой Правил стрельбы для зенитных ракетных систем С-75 и С-200, Наставлений по боевой работе для дивизионов модернизированной системы С-75 и пунктов технического обслуживания ракет ЗРС С-200, участвовал в НИР по совершенствованию ЗРС С-200.
С 1971 года начальник отдела 1-го Управления (в/ч 03080-Л). Руководил испытаниями средств системы ПРО «Азов» и комплекса «Алдан» — полигонного образца первой боевой системы противоракетной обороны Москвы «А-35».
В период службы на полигоне защитил кандидатскую диссертацию (1969) и получил ученое звание старшего научного сотрудника (1972).
В 1974 г. переведён в Москву, служил в должностях: старший инженер 1-го Управления 4 ГУМО (1974—1979), старший оператор и затем начальник группы Главного управления Генерального штаба ВС СССР (1979—1983), начальник управления 45 ЦНИИ МО (1983—1986).
В 1988 г. заочно окончил факультет руководящего инженерного звена (ФРИЗ) Военной инженерной радиотехнической академии ПВО им. Л. А. Говорова по специальности «инженерная оперативно-тактическая войск ПВО».
С 1986 г. заместитель начальника института по научно-исследовательской работе, с 1990 по 1998 г. начальник 45 ЦНИИ МО.
Специалист в области оперативно-стратегического и военно-экономического обоснования создания и испытаний средств и систем ракетно-космической обороны (РКО).
Доктор технических наук (1994), профессор. Генерал-майор (1989).
Лауреат Государственной премии Российской Федерации (1997) — за участие в создании системы ПРО г. Москвы «А-135».
Награждён орденами Красной Звезды (1985) и За службу Родине в Вооруженных Силах СССР II (1991) и III (1979) степеней, 10 медалями. Заслуженный деятель науки Российской Федерации (1996).
Член-корреспондент Российской академии ракетных и артиллерийских наук (РАРАН).
После увольнения в запас до 17.08.2009 г. первый вице-президент Межгосударственной акционерной корпорации «ВЫМПЕЛ» (головной организации в области создания и развития РКО).
Умер 31 мая 2018 года после тяжёлой продолжительной болезни. Похоронен на Федеральном военном мемориальном кладбище.